# 過門
過門，又稱入門，是指聘娶婚中新娘踏入男家後至與新郎結為夫妻前的儀式。有些地區的聘娶儀式，新娘在踏入男家後並非即時與男方結為夫婦，而是要經過一些儀式才可以行禮成婚。